# Pinsà rosat de Taiwan
El pinsà rosat de Taiwan (Carpodacus formosanus) és una espècie d'ocell de la família dels fringíl·lids (Fringillidae). És endèmic dels boscos de les muntanyes de Taiwan.

## Taxonomia
Ha estat inclòs fins fa poc a Carpodacus vinaceus. Considerada una espècie de ple dret arran dels treballs de Wu et al. 2011 i Tietze et al. 2013